# سامی عبدالله
سامی عبدالله (انگلیسی: Sami Abdullah؛ زادهٔ ۱۷ فوریهٔ ۱۹۸۷) بازیکن فوتبال اهل سودان است.
از باشگاه‌هایی که در آن بازی کرده‌است می‌توان به باشگاه فوتبال الهلال ام درمان اشاره کرد.